# Berecz Károly
Berecz Károly (Rimaszombat, 1821. október 12. – Miskolc, 1901. december 24.) ügyvéd, költő, újságíró.

## Pályája
Apja jómódú birtokos és Rimaszombatban városi főjegyző volt. A gimnáziumot szülővárosában és Kézsmárkon, a jogot Sárospatakon végezte. Előbb Erdélybe, majd 1841-ben Pestre ment és fölesküdött királyi táblai jegyzőnek. Az 1843–1844. évi országgyűlés megnyitásakor Eötvös József mellett kapott alkalmazást és Pozsonyba költözött. Itt találkozott először Petőfivel, aki akkor a pozsonyi színtársulathoz próbált bejutni. Berecz Károly hazafias költeményeivel és az országgyűlési ifjúsági körben tartott felolvasásaival vált népszerűvé. 1844-ben letette az ügyvédi vizsgát. 1845-ben Zichy Manó gróf titkára lett és ugyanabban az évben a gróf költségén beutazta Magyarországot. Az 1847–1848. évi pozsonyi országgyűlésen főnökével szintén megjelent s mint absentium ablegatus Berchtold Antal füleki gróf meghatalmazását mutatta be. A magyar minisztérium szerveződésekor a hivatalos lap, a Közlöny segédszerkesztőjének nevezték ki; ekkor Budára, majd a lappal együtt Debrecenbe költözött, később visszatért Pestre. Itt telepedett le és az irodalomnak élt. 1874-től húsz éven át a Magyar Tudományos Akadémia tisztviselőjeként dolgozott.

## Irodalmi működése
Irodalmi működését 1839-ben az Athenaeumnál kezdte, ahol tanuló korában írt cikkeit és verseit közölték (1839–1841). A Honderű megindításakor (1843) Petrichevich-Horváth Lázár belső munkatársnak szerződtette. Az országgyűlési ifjúság által szatírára kitűzött pályázaton Állatmutatvány című versével díjat nyert (megjelent a Pesti Divatlapban 1844-ben, ahol 1845-ben is jelentek meg versei). Az Életképekben 1844-ben a legjobb költeményre kitűzött pályadíjat Petőfi Egri hangok című verse mellett az ő Polgárhit című költeménye nyerte el; ugyanitt közölte útirajzait (1845–1846) és a lap munkatársa maradt 1848-ig; Jókai szerkesztése alatt országgyűlési leveleket írt a lapba.
Berecz Károly már pályája kezdetén, mint politikai hajlamú költő tűnt fel. Állatmutatvánn című versében (1844), mellyel az országgyűlési ifjúság szatíra-pályázatát megnyerte, amelyben  a külföldet majmoló arszlánokat gúnyolta, és a Védegylet mellett érvelt. Jobb hogy születtem ezred év után (1845) című versét  Petőfi Mért nem születtem ezer év előtt? című költeményére írta válaszul.

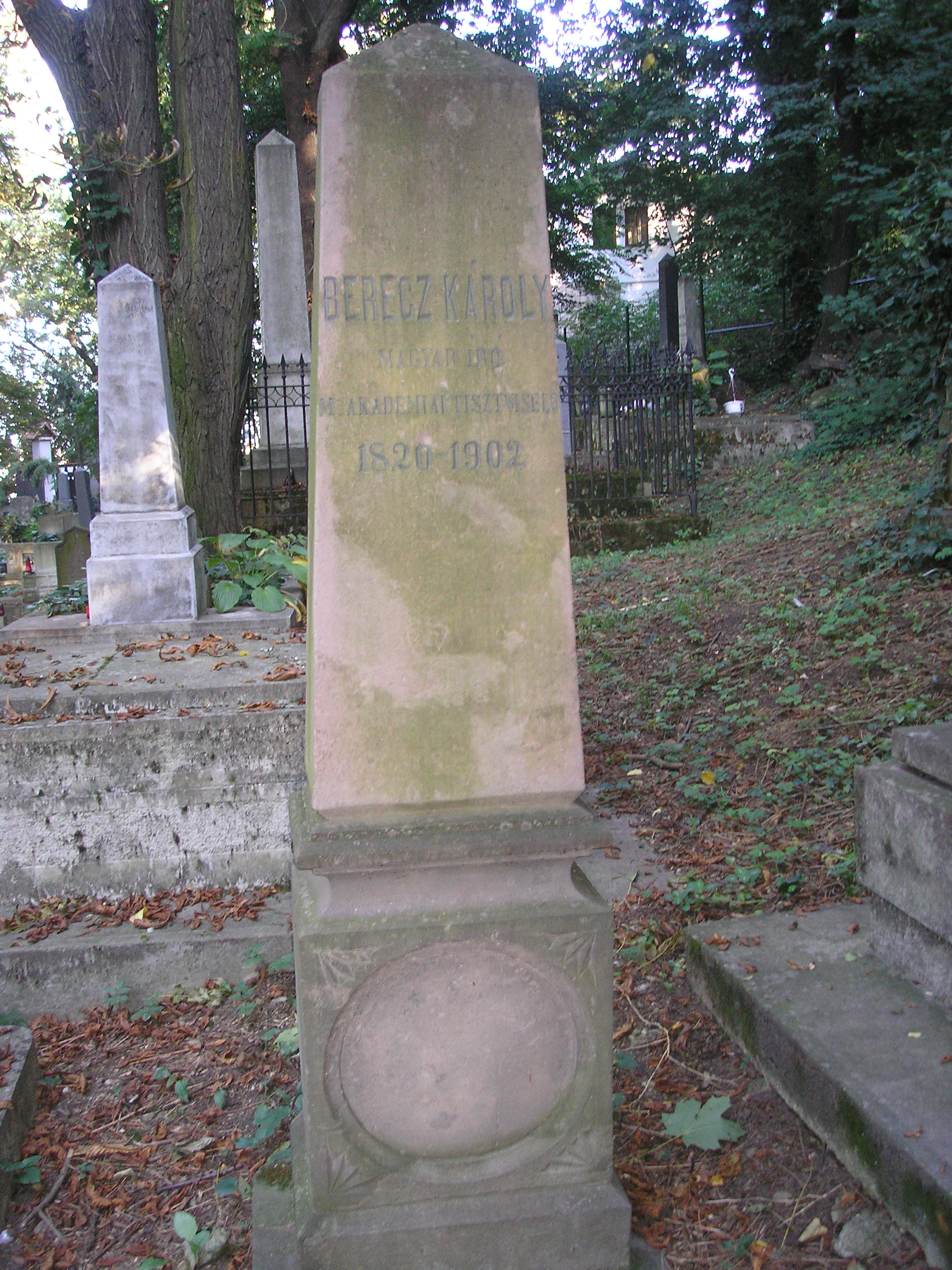
Sírja az Avasi temetőben

A szabadságharc után, 1850-től számos lapban jelentek meg versei, cikkei, elbeszélései, kritikái. A Pesti Napló (1850–1854) sok tárcacikkét és bírálatát közölte részben saját neve, részben Sever, Szilveszter álnevek alatt. Így írt pályatársa Petőfi Sándor dagerrotípián fennmaradt arcképéről 1874-ben a Magyarország és a Nagyvilág hasábjain: „A jelen arckép reám megdöbbentő hatást tőn, mintha a nyomtalanul eltűnt a maga őseredeti alakjában lépett volna elém jeltelen sírjából, — e bánatosan lehajtott fő szemlélésével, e szemek tekintetével, melyben egész lelke van kifejezve, — nem győztem betelni. Igen, ez ő, az az egyenes, férfias, magasan szárnyaló, az élettel kemény harcot vívott, de meg nem tört, bánatos költői lélek, mely csudaszép termékeivel az egész világot elárasztotta. Órákig el tudnám nézni e képet, mely e mythosi alakot, a maga eredeti minőségében mintegy elém varázsolja; nincs ezen semmi hizelgő vonás, semmi idealizálás, de igaz, mint ő maga volt; az a tüskés haj, ügyetlenül álló ruha, de homlokán s szemeiben azon kifejezés hű visszatükrözésével, mely az élő arcán, költői geniusának harsány hirdetője volt!” 
Verseket írt egyebek mellett a következő lapokba: Hölgyfutár (1850–1859), Szépirodalmi Lapok (1853.), Divatcsarnok (1853–1854), Szépirodalmi Közlöny (1857–1858.), Vasárnapi Ujság (1857, 1859,1875); Magyarország, Pesti Hirnök (az utóbbi két politikai lapnak belső munkatársa is volt (1860–1863), Fővárosi Lapok, Magyarország és a Nagyvilág, stb.
Sok álnevet használt, többek között: Don Carlos, Ő (Hölgyfutár 1851–1858.), Vén Bakancsos (Fővárosi Lapok), Sánta Ördög (Bolond Miska, Krinolin Naptár), Vas Villa (Üstökös), stb.
Nagy Ignác halála után a Hölgyfutár című lap szerkesztője (1854. április 6-ától 1856. március 31-éig) és 1855. elejétől kiadója is volt.

## Munkái
- Szabad hangok (Pozsony, 1848; ez a hazafias versgyűjtemény volt az első cenzurázatlan magyar könyv a 19. században.)
- Százszorszépek (Pest, 1858; Heine, Hafiz és Mirza Schaffy dalaiból.)
- Krinolin Naptár. Mulattató képeskönyv 1865. évre. Szerk. Ködvágó (Ebeczky Emil) és Sánta Ördög
- A régi „Fiatal Magyarország” (Budapest, 1898; írói pályájának emlékei.).